# セバスティアン・ドゥ・メオ
セバスティアン・ドゥ・メオ（フランス語: Sebastian De Maio, 1987年3月5日 - ）は、フランス・サン＝ドニ出身のサッカー選手。セリエB・LRヴィチェンツァ所属。ポジションはディフェンダー。イタリアでのプレー歴が長いことから、姓の日本語表記はデ・マイオや混合したドゥ・マイオ表記もみられる。

## 経歴

### クラブ

#### 初期
フランスのルーアンとキュイゾーを本拠地とするアマチュアクラブであるCSルーアン=キュイゾーでサッカーのキャリアをスタートさせた。その後、1部リーグであるリーグ・アンに所属するASナンシーの下部組織を経て、2006年夏には当時イタリアのセリエBに所属していたブレシア・カルチョに完全移籍する。

#### ブレシアとレンタル時代
ブレシア移籍初年度はユース部門であるプリマヴェーラにてトレーニングを積んだ。2007年6月17日に対ACリミニ1912戦にて20歳でセリエBにデビューを果たした。2007-08シーズンは経験を積むために実質アマチュアリーグであるセリエDのチェラーノFCにレンタルに出される。チェラーノではレギュラーとして32試合に出場し、5得点をあげた。翌2008-09シーズン前半はブレシアに戻りトップチームに所属していたが出場機会が限られたため、同シーズンの冬には再びチェラーノにレンタルで移籍する。2009-10シーズンからはブレシアのトップチームにて戦力とみなされていたが、2009年の秋に足首の負傷により10週間の離脱をした。このシーズンにチームはセリエAの昇格を決めた。怪我から復帰し、2010-11シーズンはセリエAにデビューを果たすが、同シーズンの冬の移籍市場にてセリエBのフロジノーネ・カルチョにレンタル移籍に出されることになった。ブレシアは1シーズンでセリエBに降格したが、これを機に2011-12シーズンからドゥ・メオはレギュラーとして活躍するようになった。同シーズンは39試合に出場し、続く2012-13シーズンは38試合に出場、チームを昇格プレーオフとなるセリエBで6位に導く活躍をした。

#### ジェノア
2013年6月29日に、ブレシアでの活躍を認められセリエAに所属するジェノアCFCに完全移籍することが発表された。同年9月15日に行われたダービーマッチである対UCサンプドリア戦にて、アレッサンドロ・ガンベリーニとの交代でジェノアでのデビュー戦を飾った。2014年1月26日にはアウェイで行われた対ACFフィオレンティーナにてセリエA初得点を記録する。このシーズンは23試合に出場し、2得点をあげている。ジェノアではジャン・ピエロ・ガスペリーニ監督の下で3バックに適応してレギュラーセンターバックとして定着し、2014-15シーズンは33試合出場した。2015年6月にはイタリア人女性と結婚し、同国のパスポートを取得した。続く2015-16シーズンは28試合出場している。

#### アンデルレヒト
2016年7月6日にベルギーの強豪クラブであるRSCアンデルレヒトに4年契約で完全移籍した。同クラブではリーグ戦に2試合出場したが、監督との衝突が発端になり家族がいるイタリアへの復帰を望んだため、わずか6週間在籍で再びイタリアに戻ることになった。

#### フィオレンティーナ
2016年8月18日にACFフィオレンティーナに買取オプションの付いたローンにて移籍することが同クラブ公式サイトにより発表された。